# El aserradero lúgubre
El aserradero lúgubre es la cuarta novela de la serie  Una serie de eventos desafortunados por Lemony Snicket.

## Argumento
El Aserradero Lúgubre comienza con Sunny Baudelaire, Klaus Baudelaire y Violet Baudelaire sentados en un tren destino a Miserville, su nuevo hogar. Con ellos se encuentra el Sr. Poe. Una vez que llegan, El Sr. Poe los deja de nuevo, obligando a los niños a buscar por sí solos su nuevo hogar, el cual es un molino llamado el Aserradero de la Suerte. Durante el camino los niños ven un ediicio con la forma de un ojo.
Los niños son forzados a trabajar ahí, y como parte de un acuerdo poco justo, el Señor (su nuevo tutor) intentará mantener alejado al Conde Olaf. Ellos conocen a Charles, quien es el socio del Señor. Charles les muestra la biblioteca que contiene solo 3 libros. Uno  donado por el Señor, el otro por el alcalde, y el último por la Dra. Orwell, el cual muestra un ojo en la portada. Además se conocen al nuevo capataz del aserradero, el capataz Flacutono.
Flacutono hace tropezar a Klaus a propósito, causando que se rompan sus lentes), por lo que es enviado con la optometrista. Cuando Klaus regresa, actúa muy extraño. El siguiente día es el día de estampar en el aserradero. El capataz le ordena a Klaus que opere la máquina. Klaus causa un accidente haciendo dejar caer la máquina estampadora en Phil, un trabajador optimista. Phil dice una palabra extraña y los otros trabajadores le preguntan que significa. Klaus (quien repentinamente regresa a la normalidad después de lo ocurrido) define la palabra. Klaus explica que no recordó nada de lo ocurrido. El Capataz Flacutono lo hace tropezar otra vez provocando que se rompan sus lentes. Pero esta vez Violet y Sunny decidieron acompañarlo al doctor. 
La Dra. Orwell trabaja en el edificio con forma de ojo. Tocan a la puerta y la Dra. Orwell abre. Ella parece amable y tiene un bastón en sus manos. Le dice a Violet y  Sunny que se sienten en la sala de espera. En la sala se encuentran al Conde Olaf disfrazado como Shirley, una mujer recepcionista. Violet descubre que Klaus ha sido y está siendo hipnotizado por la Dra. Orwell quien se ha asociado con el Conde Olaf para obtener la fortuna de los niños. Se van del edificio con Klaus una vez más hipnotizado.
Cuando llegan al molino, encuentran una nota dirigida a ellos para ver al Señor. Les dice que si llega a ocurrir otro accidente van a ser entregados a Shirley.
Acuestan a Klaus en la cama y se van a la biblioteca. Leen el libro donado por la Dra. Orwell durante toda la noche. Violet descubre que existe una palabra para ordenar y otra palabra que deshipnotiza. Después escuchan que el aserradero es puesto en marcha muy temprano y corren deprisa para ver que está ocurriendo. 
Encuentran a Charles amarrado a un tronco que se dirige hacia el zumbido de una sierra. Se dan cuenta de que Klaus está empujando el tronco, y que el Capataz Flacutono está dando órdenes. Violet descubre la palabra para ordenar (Afortunado) y ahí empieza una gran pelea. 
El Conde Olaf y la Dra. Orwell llegan y enfrentan a los niños. Violet recuerda que la palabra que dijo Phil deshipnotizó a Klaus y ella la dijo también. Sunny y la  Dra. Orwell tiene una pelea de diente a espada. Violet es atrapada por el Conde Olaf y el Capataz Flacutono. Klaus encuentra la manera de liberar a Charles. En ese momento llega Señor y la Dra. Orwell. Sorprendida da un paso atrás y se interpone en el camino de la sierra, acabando con su vida. Durante ese tiempo transcurrido el Sr. Poe llega al aserradero.
En la oficina del Señor, los Baudelaire explican todo lo ocurrido. La historia termina cuando el Conde Olaf arroja un libro por la ventana y escapa por ahí junto con el Capataz Flacutono (quien es realmente el Hombre Calvo disfrazado). El Señor envía a los Baudelaire a un internado.
- Datos: Q1981701